# Macaubal
Macaubal este un oraș în São Paulo (SP), Brazilia.